# テレコミュニケーションズ
テレコミュニケーションズ（Tele-Communications, Inc、TCI）は、かつてアメリカ合衆国に存在した全米最大のケーブルテレビMSO （Multiple System Operator、ケーブルテレビ統括会社）。

## 沿革
1968年、コロラド州デンバーで設立。1973年にジョン・マローンが社長兼CEOに就任後、各地のケーブルテレビ局を買収、全米最大のMSOに成長する。
1990年にはMCO（Multiple Channel Operator、番組供給事業統括会社）「リバティメディア」を設立。それまでTCIが出資していたディスカバリー・コミュニケーションズ（1986年出資、2005年「ディスカバリー・ホールディング」としてスピンオフ）やターナー・ブロードキャスティング・システム（1987年出資、1996年タイム・ワーナーにより買収）などを統括する。なお、リバティメディアは1994年にTCIとに合併するが、翌1995年にはリバティメディアグループのトラッキングストックを発行、TCIから半ば独立した形として存続する。
海外展開の一環として、住友商事との合弁で1995年にはジュピターテレコム、1996年にはジュピター・プログラミング（現・SCメディアコムおよびJCOM メディア事業部門）を設立している。
1999年、AT&Tが480億ドルでTCIを買収。この際、リバティメディア・グループは技術投資・海外統括事業を行うTCIベンチャー・グループを統合している。
2001年、AT&Tはケーブルテレビ事業をAT&Tブロードバンドに分社化、翌2002年にコムキャストと合併した。また、リバティメディアはAT&Tよりスピンオフした。